# Henri Crick
Henri Crick, né le 22 juillet 1932, est un ancien joueur belge de basket-ball.